# Dětské hřiště Kaštánek

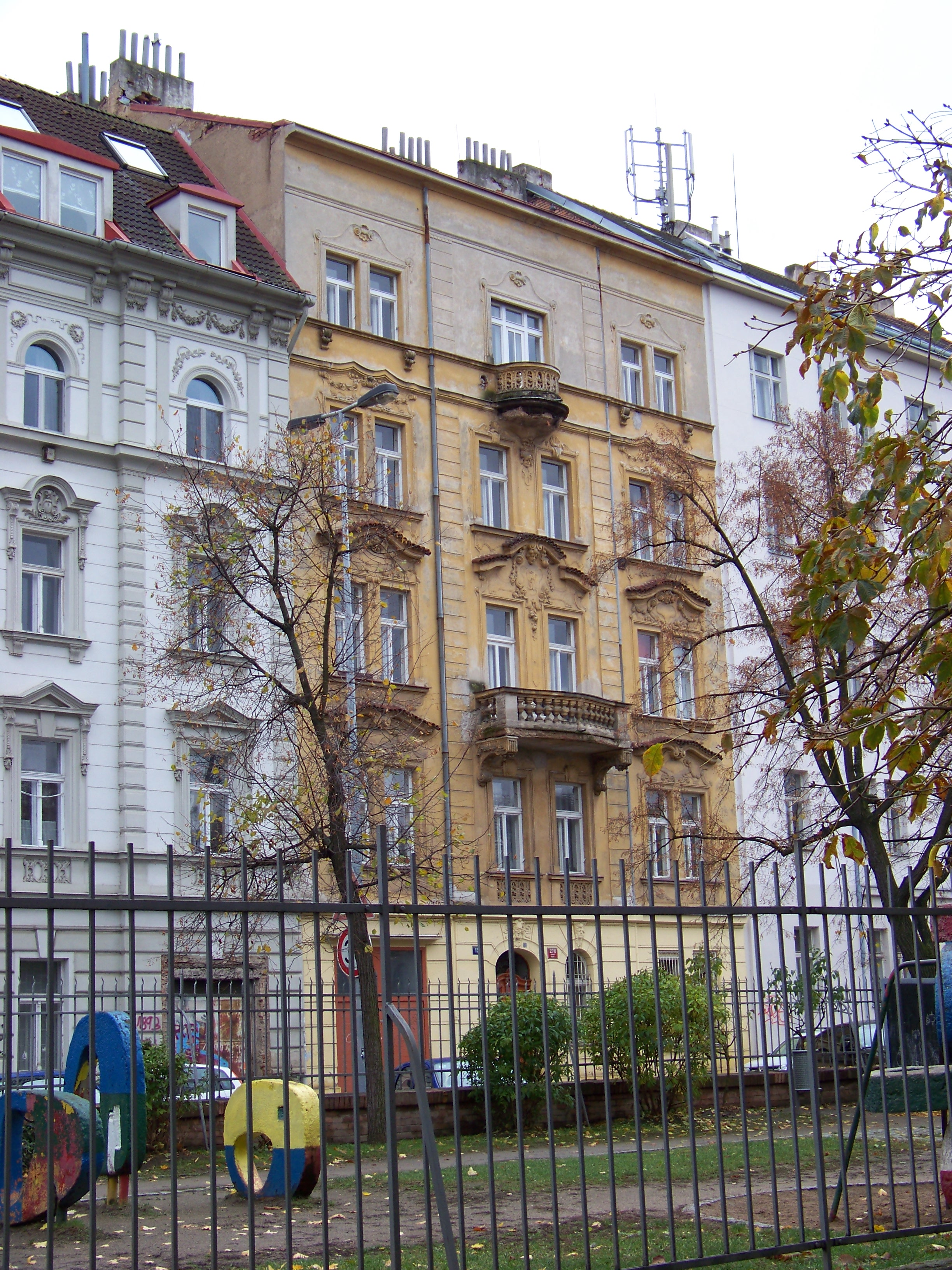
Dětské hřiště Kaštánek

Dětské hřiště Kaštánek se nachází na okraji pražského parku Stromovka, podél ulice Nad Královskou oborou, na Letné, v městském obvodu Praha 7. Oplocené hřiště je rozděleno do dvou sekcí, pro děti do 6 let a pro děti od 6 do 15 let. Kromě velkého počtu herních prvků se zde nachází zázemí pro správce, umývárna a toalety.
Betonové objekty jsou autorskými skulpturami Olbrama Zoubka  a jeho první manželky Evy Kmentové z roku 1961. Hřiště je proto považováno i za galerii výtvarného umění pod širým nebem.